# Hajdúszovát
Hajdúszovát är en ort i Ungern.   Den ligger i provinsen Hajdú-Bihar, i den östra delen av landet, 180 km öster om huvudstaden Budapest. Hajdúszovát ligger 88 meter över havet och antalet invånare är 3 167.
Terrängen runt Hajdúszovát är mycket platt. Runt Hajdúszovát är det ganska tätbefolkat, med 86 invånare per kvadratkilometer. Närmaste större samhälle är Hajdúszoboszló, 9,7 km nordväst om Hajdúszovát. Trakten runt Hajdúszovát består till största delen av jordbruksmark.